# 川の流れのように (映画)
『川の流れのように』（かわのながれのように）は、2000年4月29日に公開された日本の映画。上映時間は108分。

## キャスト
- 春日咲子（広沢百合子）：森光子
- 松田一平：田中邦衛
- 塩川ユキ：久我美子
- 三崎時夫：谷啓
- 森下哲司：いかりや長介
- 野口よね：三崎千恵子
- 三崎しんこ：菅井きん
- 中山孫七：大滝秀治
- 浜本明：滝沢秀明
- 森下哲夫：段田安則
- 松田新平：西村雅彦
- 大西ゆたか：神戸浩
- 刑事：近藤真彦
- 出前赤坂晃小滝：柄本明
- 町長：青島幸男
- 花子の亭主：室田日出男
- 真鍋：白井晃
- 業者：大河内浩
- 運転手：斉藤暁
- 看護婦：伊佐山ひろ子
- 森下明美：田村翔子
- 担当編集者：近藤芳正
- 衣料品店店主：横山あきお
- 山西惇
- 樋浦勉

## スタッフ
- プロデューサー：小滝祥平
- アソシエイト・プロデューサー：磯野久美子、澁田裕、松木孝司
- 監督：秋元康
- 脚本：遠藤察男、秋元康
- 主題曲：「川の流れのように2000」美空ひばり
- 音楽：久石譲
- 撮影：岡崎俊彦
- 照明：若泉泰啓
- 美術：及川一
- 編集：村松勇二
- 衣装：川崎健二
- 録音：橋本文雄
- スクリプター：堀北昌子
- スチール：宮田薫
- 選曲：山川繁
- 音響効果：伊藤進一、小島彩
- 監督補：森谷晁育
- 製作委員会メンバー：エイティーワン･エンタテインメント、東宝、電通
- 配給：東宝